# 梗河增四
牧夫座ω，又名BD+25 2861，HD 133124、SAO 83624、HR 5600，是牧夫座的一颗恒星，视星等为4.81，位于銀經36.25，銀緯60.66，其B1900.0坐标为赤經14h 57m 43.6s，赤緯+25° 60.66′ 12″。